# クネダギウス
クネダギウス（Cunedagius、ウェールズ語：Cunedda）は、年代記編纂者ジェフリー・オブ・モンマスの『ブリタニア列王史』に語られている、ブリトン人の伝説的王である。
彼はコーンウォール公ヘンウィンと レイルの娘リーガンの息子である。
レイルの孫クネダギウスは、叔母コーデリアの統治を軽蔑した。彼のいとこマルガヌスの助けを借り、コーデリアから王国を奪取し、その半分を統治した。コーデリアの自殺後、クネダギウスはハンバー川の南西地域のブリテンを統治した。
彼らがブリテンを分割した2年後、マルガヌスはコーンウォールへ侵攻し、その領土の多くを破壊した。クネダギウスはマルガヌスと戦場で会い、彼を打ち負かした。マルガヌスはウェールズで追いつめられるまでブリテン中を逃げ回った。クネダギウスは彼を殺し、全ブリテンの王となった。彼はブリテンを33年間統治し、彼の息子リヴァッロに王位を継がせた。
ジェフリーはクネダギウスの統治はユダヤ人の預言者イザヤの活躍やロームルスとレムスによるローマ創設を同時期と考えている。

## 後の伝統
クネダギウスとマルガヌスの闘いは、トーマス・ノートンとトマス・サックヴィルの戯曲『ゴーボダック』の中で、内乱の可能性に対する警告として2度登場する。